# Vrij en Vrolijk
Vrij en Vrolijk (Engels: Fun and Fancy Free) is een Amerikaanse tekenfilm van Walt Disney Productions, die uitkwam op 27 september 1947. Het is de negende lange animatiefilm van Disney.
Het is een van Disneys zogenoemde package films; dit zijn films die zelf zijn opgebouwd uit meerdere losse verhaaltjes, in plaats van dat er sprake is van één doorlopende lange verhaallijn. Disney maakte vooral in de jaren 1940 een aantal van dit soort films na elkaar. 
Fun and Fancy Free bestaat aldus uit twee raamvertellingen, die beide ingeleid worden door Japie Krekel (een bijpersonage uit Pinokkio): Bongo de circusbeer en Mickey en de bonenstaak. Deze twee verhalen waren aanvankelijk bedacht voor lange animatiefilms, maar vanwege de omstandigheden waarin de Disneystudio verkeerde werden ze ingekort en samengevoegd tot één enkele film.

## Verhaal

### Bongo de circusbeer(Bongo)
Japie Krekel vertelt de kijkers dat hij een langspeelplaat heeft gevonden met daarop het verhaal van het circusbeertje Bongo. Vervolgens wordt het verhaal van dit beertje verteld. 
Bongo voelt zich niet gelukkig in het circus. Hij besluit hier weg te lopen en voortaan in het bos te gaan wonen. Bongo is het echter niet gewend zelf voor zijn voeding te zorgen en te overleven. Hij wordt daarenboven verliefd op de mooie berin Lulubelle, maar weet niet goed hoe hij haar moet versieren. 
Bongo krijgt het aan de stok met de veel grotere beer Lumpjaw, die het eveneens op Lulubelle heeft voorzien. Uiteindelijk weet Bongo Lumpjaw tijdens een tweegevecht in de rivier te gooien, waarna Lumpjaw zich niet meer in het bos laat zien. Bongo wordt hierna door de andere beren als een held onthaald en hij heeft Lulubelle nu voor zich alleen.

### Mickey en de bonenstaak(Mickey and the Beanstalk)
Japie Krekel hoort op een feest het verhaal van Mickey en de bonenstaak. 
Mickey Mouse, Donald Duck en Goofy wonen gezamenlijk op een kleine boerderij in Happy Valley. Als de gouden harp die het land altijd vruchtbaar hield wordt gestolen met grote droogte als gevolg, hebben ze niets meer te eten. Ze besluiten ten einde raad de koe van Mickey te verkopen.  
Op de markt krijgen ze, in ruil voor de koe, drie magische bonen. Als ze deze bonen bij volle maan planten, gebeurt er iets wonderbaarlijks: een enorme bonenstaak rijst op uit de grond tot aan de hemel. De drie vrienden besluiten op zoek te gaan naar geluk dat zich ergens boven de wolken moet bevinden. 
Ze komen bij een reusachtig kasteel dat blijkt te worden bewoond door de reus Willie, die over allerlei magische krachten beschikt. Willie blijkt ook degene te zijn die de harp heeft gestolen. In eerste instantie weet Mickey de reus ertoe aan te zetten om zijn toverkunsten te tonen. Hij vraagt Willie om zich in een vlieg te veranderen (zodat ze hem vervolgens met een vliegenmepper kunnen uitschakelen), maar Willie verandert zichzelf in plaats daarvan in een roze konijn. Als de reus even later doorkrijgt wat Mickey, Goofy en Donald eigenlijk van plan zijn, neemt hij de drie vrienden gevangen. Ze weten weer te ontsnappen dankzij de zingende harp, die ervoor zorgt dat Willie enige tijd in slaap valt. 
De drie vrienden weten de harp opnieuw in eigen handen te krijgen en ze maken zich uit de voeten. Willie achtervolgt hen en klimt ook uit de bonenstaak, maar de drie vrienden weten die omver te hakken nog voordat de reus helemaal afgedaald is. Nu de harp terug is en de reus verdwenen, wordt Happy Valley weer een vruchtbare en welvarende plek.
Aan het eind van de film is Japie Krekel weer te zien in het huis van de eigenlijke verteller, Edgar Bergen. Dan is ook Willie hier ineens ter plekke. Hij trekt het hele dak van het huis en vraagt iedereen waar Mickey nu is. Als hij uiteindelijk nul op het rekest krijgt, besluit hij om dan maar richting Hollywood te vertrekken.

## Stemacteurs
| Acteur        | Personage                                     |
| ------------- | --------------------------------------------- |
| Edgar Bergen  | Zichzelf, Charlie McCarthy en Mortimer Snerd. |
| Luana Patten  | Zichzelf                                      |
| Cliff Edwards | Japie Krekel                                  |
| Walt Disney   | Mickey Mouse                                  |
| Clarence Nash | Donald Duck                                   |
| Pinto Colvig  | Goofy                                         |
| Billy Gilbert | Willie de reus                                |
| Anita Gordon  | Zingende Harp                                 |
| Dinah Shore   | zangeres en verteller (Bongo)                 |

## Nederlandse stemacteurs
| Acteur              | Personage                                        |
| ------------------- | ------------------------------------------------ |
| Donald de Marcas    | Japie Krekel                                     |
| Annelies Balhan     | Zangeres en verteller (Bongo)                    |
| Rob van de Meeberg  | Edgar Bergen, Charlie McCarthy en Mortimer Snerd |
| Paul Groot          | Mickey Mouse                                     |
| Anita Blanker       | Donald Duck                                      |
| Just Meijer         | Goofy                                            |
| Bernadette Kraakman | Zingende harp                                    |
| Hero Muller         | Willie de reus                                   |
| Thyrza Ravesteijn   | Luana Patten                                     |

## Achtergronden
Het verhaal Mickey en de bonenstaak is een Disney-bewerking van het sprookje Jaap en de bonenstaak.

## Trivia
- Dit is de laatste film waarin Walt Disney zelf de stem insprak van Mickey Mouse.
- Als het verhaal van Bongo wel tot een volledige film was uitgewerkt, dan zou dit een prequel tot de zes jaar eerder uitgekomen Disney-film Dombo zijn geworden. Voor de film werden onder andere achtergronden uit Dombo hergebruikt.